# Osmanbegovo Selo
Osmanbegovo Selo (cyr. Османбегово Село) – wieś w Czarnogórze, w gminie Bijelo Polje. W 2011 roku liczyła 79 mieszkańców.